# 多孔棒粉蝨
多孔棒粉蝨（学名：Aleuroclava multipori）为粉蝨科棒粉蝨屬下的一个种。